# 닉네임 포티
닉네임 포티는 대한민국의 힙합 그룹이다. 2020년 EP 《CODE: 40》로 데뷔했다.

## 음반
- CODE: 40 (2020)
- Runaway (2020)
- Day off (2021)